# Veselka Šorli Puc
Veselka Šorli Puc, slovenska akademska slikarka, univerzitetna učiteljica, pisateljica in likovna kritičarka, * 3. avgust 1949, Kranj, † 8. avgust 2017, Krajna vas na Krasu.  

## Življenje
Oče Veselke Puc je bil kranjski arhitekt Marjan Šorli, Plečnikov učenec. Po srednji šoli se je vpisala na Likovno akademijo v Ljubljani, kjer jo je zaznamoval mentor Gabrijel Stupica. Leta 1972 je diplomirala in si pridobila izobrazbo akademske slikarke. Do leta 1974 je nadaljevala študij na slikarski specialki pod mentorstvom Janeza Bernika in leta 1973 prejela študentsko Prešernovo nagrado. 
Slikala je oljna platna, akvarele, vitraje in klasično tempero, s človeškimi figurami v akciji. Od leta 1973 naprej je razstavljala doma in v tujini. Leta 2008 je začela predavati na oddelku za fotografijo na Visoki šoli za storitve v Ljubljani, leto kasneje je postala predstojnica oddelka za fotografijo in ga vodila sedem let. 
V zakonu z Matjažem Pucem sta se rodila sinova Martin in Jurij. Dom sta si zakonca ustvarila na Krasu, družina je z očetom na njegovi diplomatski poti po več let živela v Argentini, na Češkem in v Iranu. V zadnjih letih je Veselka Šorli Puc napisala knjigi Zgodbe z repom in glavo (Mladika) ter Ure pasjih dni (Mohorjeva družba). 

## Delo
Najbolj je poznana po akvarelih, klasični temperi in več kot 150 vitrajih, ki jih je ustvarila v cerkvah in kapelah po Sloveniji in po svetu. Po njenem predlogu se namesto izraza vitraž (iz frc. vitrage), ki je izvirno pomenil vstavljanje barvnih šip v okno, v strokovnih tekstih uporablja izraz vitraj (iz frc. vitrail). Z vitraji je opremila kapelo na planini Jasenje pod Špikom, frančiškansko cerkev v Ljubljani, samostan v Novem mestu, cerkev Sv. Duha v Celju, križev pot na Polzeli in okna po samostanskih kapelah skupnosti redovnic, ki jim je bila blizu. Detajl njenega vitraja Marija z Detetom iz bovške cerkve Device Marije v Polju je bil leta 1992 natisnjen na eni od prvih dveh slovenskih božičnih poštnih znamk.    